# حصار كولبيرغ (1807)
امتد حصار كولبيرغ (والذي يُعرف كذلك باسم: حصار كووبجك) ما بين شهر مارس و2 يوليو 1807 خلال حرب التحالف الرابع، وكان ذلك ضمن الحروب النابليونية. حاصر جيشٌ تابع للإمبراطورية الفرنسية الأولى والعديد من القوات الأجنبية الحليفة لفرنسا (وشمل ذلك متمردين بولنديين) حاصروا مدينة كولبيرغ التي حصّنتها مملكة بروسيا، وكانت تلك آخر القلاع التي سيطر عليها البروسيون في مقاطعة بوميريليا البروسية. لم ينجح الحصار، ورُفع عقب إعلان معاهدات تيليست.
بعد خسارة بروسيا في معركة يينا-أويرشتيد مع أواخر العام 1806، زحفت القوات الفرنسية شمالًا إلى بوميريليا البروسية. استسلمت مدينة شتشين المحصنة دون قتال، وأصبحت المقاطعة تحت احتلال القوات الفرنسية. قاومت كولبيرغ، وتأخر بدء الحصار الفرنسي حتى مارس 1807 بسبب مقاومة فرايكوربس بقيادة فرديناند فون شيل والتي قاتلت في محيط القلعة وأسرت القائد الفرنسي للقوة المحاصِرة، كلود بيرين. خلال تلك الأشهر، عمِد كلٌّ من لوكادو القائد العسكري لكولبيرغ، ونيتلبيك ممثل السكان المحليين إلى تجهيز الهياكل الدفاعية للقلعة.
بحلول منتصف شهر مارس، نجحت القوات الفرنسية بقيادة تيولي، المكونة بشكل رئيسي من جنودٍ من إيطاليا، نجحت في تطويق كولبيرغ. وأسند نابليون قيادة الجيش المحاصِر إلى لواسون. في حين أوكل فريدرش فيلهلم الثالث ملك بروسيا بمهمة الدفاع إلى غنايزيناو. مع بداية شهر أبريل، قاد إدوارد مورتييه قوات الحصار لفترة قصيرة، وزحف على رأس قوة كبيرة من شترالزوند السويدية المحاصَرة إلى كولبيرغ، إنما وصلته الأوامر بالعودة عندما مالت الكفة لصالح القوات المدافعة عن شترالزوند. وجاءت التعزيزات الأخرى من ولايات اتحاد نهر الراين (مملكة فورتمبيرغ، ودوقيات سكسونية، ودوقية ناسو) والمملكة الهولندية، وفرنسا.
نظرًا لإغراق القوات المدافعة عن كولبيرغ المناطق الغربية المحيطة بها بالماء، تركزت الأعمال القتالية على الجبهة الشرقية للقلعة، حيث حُفر خندق فولفسبيرغ بأوامر من لوكادو. وساعدت السفن البريطانية والسويدية في جهود الدفاع من بحر البلطيق القريب. بحلول أواخر يونيو، عزز نابليون قوات الحصار بصورة ضخمة لحسم الموقف. وبعد ذلك، ركزت القوة المحاصِرة جهودها للسيطرة على الميناء الواقع شمال المدينة. في 2 يوليو، توقف القتال عندما رضخت بروسيا للقبول بسلامٍ غير موات بعد تعرّض حليفتها روسيا لهزيمة ساحقة في معركة فريدلند. من بين عشرين قلعة بروسية، كانت كولبيرغ واحدة من آخر القلاع التي حافظ عليها البروسيون حتى نهاية الحرب. في بروسيا، اشتُهرت المعركة كأسطورة في بروسيا، وجُيّرت فيما بعد لصالح الدعاية النازية. قبل الحرب العالمية الثانية احتفت المدينة بذكرى الجنود المدافعين عن القلعة، في حين بدأت في تخليد ذكرى قائد القوات البولندية بعد العام 1945، عندما أصبحت المدينة جزءًا من الدولة البولندية.

## مقدمات الحصار
خلال أسبوعين بعد معركة معركة يينا-أويرشتيد (14 أكتوبر 1806)، طارد جيشُ نابليون الكبير الجيشَ البروسي الملكي المهزوم حتى بازهفالك في مقاطعة بوميريليا البروسية. استسلمت عاصمة المقاطعة ستيتين (شتشين المعاصرة)، والتي كانت واحدة من عشرين قلعة بروسية، استسلمت في 29 أكتوبر وكانت القلعة الوحيدة في المقاطعة الباقية تحت سيطرة البروسيين. عُيّن بيير توفينوت حاكمًا فرنسيًا لبوميريليا وأرسَل مبعوثه ميسترام لقبول استسلام كولبيرغ الوشيك بظنّهم وللسيطرة عليها.
في 8 نوفمبر 1806، اجتمع ميسترام بالقائد البروسي لويس موريس دو لوكادو (لودفيغ موريتس فون لوكادو) أمام أسوار المدينة. ومثّل رفضُ لوكادو تسليمَ القلعة مفاجأة للجنرالات الفرنسيين والإدارة البروسية في شتشين، التي أعلنت ولاءها للفرنسيين؛ وأدى ذلك إلى انحياز قوةٍ من الجيش البروسي المهزوم إلى كولبيرغ وتعزيز كتيبتين من المقاتلين المجهّزين ببنادق المكسيتي بقيادة فون أوستين وفون بوركه والبنادق الـ72 المتحصنة فيها. أمر لوكادو بسد نهر بيرزانته (بارسيتا) غرب كولبيرغ لإغراق المنطقة المحيطة بالقلعة، ورتب حفْر خندق فولفسبيرغ شرق المدينة. لم ينجح تنسيق هذه الإجراءات مع يواخيم نيتلبيك، ممثل مواطني كولبيرغ، بسبب صراعاته الشخصية مع لوكادو.
من بين الجنود البروسيين الذين انسحبوا إلى كولبيرغ بعد يينا وأورشتيد، يُذكر الملازم ثاني فرديناند فون شيل، الذي تلقّى أوامر بعد تعافيه من إصابة شديدة في الرأس في منزل سناتور كولبيرغ فيستفال بتسيير دوريات في المناطق الواقعة غرب القلعة بوحدة صغيرة من سلاح الفرسان. بعد إمداد الفلاحين المحليين شيل بمعلومات عن تحركات الفرنسيين، نجح في أسر عدد من الضباط والجنود الفرنسيين، وجمَع المواد الغذائية والإمدادات المالية من البلدات والقرى المجاورة، وجنّد متطوعين لإلحاقهم بوحدته من داخل وخارج كولبيرغ.
على الرغم من عدم الأهمية العسكرية لانتصار شيل في مناوشات جولتسو (7 ديسمبر 1806)، فقد رُحّب به على نطاق واسع باعتباره أول نجاح بروسي ضد الجيش الفرنسي –وأشاد فريدرش فيلهلم الثالث ملك بروسيا بشيل بوصفه «الصنف من الرجال الذين يقدّرهم الوطن الآن». في حين أشار إليه نابليون باعتباره «مثالًا بائسًا من قطاع الطرق». نتيجة لتلك الانتصارات وتنامي شهرة شيل، أمره الملك البروسي فريدريش فيلهلم الثالث بتأسيس قوات فرايكوربس في 12 يناير 1807، والتي دافعت في الأشهر اللاحقة عن القلعة ضد الهجمات الفرنسية، وهو ما سمح للجنود المدافعين عنها بإتمام تحضيراتهم للحصار المتوقع مع الدعم السويدي والبريطاني عبر بحر البلطيق.
كان ثمة حاجة للوقت لإنهاء التحضيرات نظرًا لافتقار كولبيرغ للهياكل الدفاعية، والقوى البشرية، والتسليح الكافي الذي يجعلها تتحمل الحصار. قبل ذلك كانت الأعمال الدفاعية للقلعة مُهملةً، ولم يُجهّز الميناء وخندق كيرشهوف للدفاع إلّا عندما خشيت بروسيا الاكتواء بنار حرب روسيا والسويد في العامين 1805 و1806، إنما رُفعت حالتهما التسليحية في سبتمبر. بحلول أوائل ديسمبر 1806، بلغ عدد جنود حامية كولبيرغ 1,576 رجلًا، وارتفع ذلك العدد بشكل تدريجي في الأشهر التالية بسبب وصول القوات البروسية والمجندين الجدد من المناطق المجاورة. وأسهم كارل الثالث عشر ملك السويد في سدّ النقص في التسلح جزئيًا، وقد أرسل الأجزاء الرئيسية للبنادق، ومنها أنتج صانعو الأسلحة المحليين 2,000 بندقية جديدة. اعتبارًا من أواخر أكتوبر من العام 1806، نُصبَ ما مجموعه 72 مدفعًا على جدران قلعة كولبيرغ: 58 مدفعًا معدنيًا/حديدًا (8 × 24 رطلًا، و4 × 20 رطلًا، و40 × 12 رطلًا، و6 × 6 رطل)، وستة مدافع هاوتزر (10 أرطال)، وثمانية مدافع هاون حديدية (5 × 50 رطلًا، و3 × 25 رطلًا)؛ بالإضافة إلى ذلك، توفّرت أربعة مدافع متحركة بوزن 3 أرطال. ورغم عرقلة قافلة بتعزيزات المدفعية ثم استيلاء القوات الفرنسية عليها بالقرب من شتشين، فقد وصل اثنا عشر مدفعًا بوزن 12 رطلًا إلى كولبيرغ من قلعة دانزيغ البروسية وقلعة شترالزوند السويدية، إذ أرسلت كل منهما ستة مدافع. وبسبب عدم وصول المزيد من التعزيزات المدفعية، عمدت حامية كولبيرغ إلى نصب 92 مدفعًا إضافيًا على جدران القلعة والتي اعتبرت قبل ذلك غير صالحة للاستعمال وسُحبت من الخدمة؛ وُضعت تلك المدافع في الميمنة والميسرة، إذ ساد اعتقادٌ بأنها قد تصلح لإطلاق الصخور والطلقات المتفجرة من مسافات قصيرة. وأُرسلت إلى كولبيرغ ستّ مدافع استولت عليها قوات فرايكوربس بقيادة شيل.